# پاملا باک
پاملا باک (به انگلیسی: Pamela Bach؛ ۱۶ اکتبر ۱۹۶۳ – ۵ مارس ۲۰۲۵) بازیگر اهل ایالات متحده آمریکا بود. وی از سال ۱۹۸۳ میلادی تا پایان عمر مشغول فعالیت بود.
باک در ۵ مارس ۲۰۲۵، در سن ۶۱ سالگی بر اثر خودکشی با گلوله درگذشت.